# 2019 GC6
2019 GC6は、アポロ群に属する小惑星の1つである。2019年4月9日にカタリナ・スカイサーベイにより発見された。地球に近い軌道を取る地球近傍小惑星の1つであり、2019年の4月17日から4月18日頃に最接近した。